# Number 1 (빅뱅의 노래)
〈Number 1〉은 대한민국의 음악 그룹 빅뱅의 노래이다. 일본에서 첫 번째 정규 앨범 Number 1의 타이틀곡으로 2008년 10월 22일 발매되었다. 스웨덴 프로듀싱팀 실버룸(Silverroom)이 작사, 작곡에 참여한 노래이다. YG 엔터테인먼트는 일본 음반 발매와 동시에 공개할 예정이었던 음원과 뮤직 비디오를 2주 앞당겨 2008년 10월 9일 선공개하였다.